# Independência Futebol Clube
Independência Futebol Clube é um clube brasileiro de futebol da cidade de Rio Branco, no estado do Acre. Seu uniforme é constituído de camisa com listras verticais vermelhas, verdes e brancas, calção branco e meias brancas. Os desenhos do uniforme e do escudo fazem referência ao Fluminense, do Rio de Janeiro.

## História
O Independência foi fundado em 2 de agosto de 1946 por um grupo de empresários da cidade de Rio Branco, inicialmente chamado de Ypiranga Futebol Clube. Seu primeiro presidente foi o  jornalista Tufic Assmar.
O clube foi treze vezes campeão estadual e participou de três edições da Copa do Brasil e uma vez da Série B do Brasileirão. Em 2025, o Independência venceu o Campeonato Acreano e se tornou bicampeão consecutivo estadual.

## Títulos

### Competições oficiais
| ESTADUAIS | ESTADUAIS                       | ESTADUAIS | ESTADUAIS                                                                     |
|           | Competição                      | Títulos   | Temporadas                                                                    |
| --------- | ------------------------------- | --------- | ----------------------------------------------------------------------------- |
|           | Campeonato Acriano              | 13        | 1954, 1958, 1959, 1963, 1970, 1972, 1974, 1985, 1988, 1993, 1998, 2024 e 2025 |
|           | Torneio Início                  | 3         | 1958, 2001, 2004                                                              |
|           | Campeonato Acriano - 2ª Divisão | 1         | 2018                                                                          |

### Competições não-oficiais
| Torneios estaduais | Torneios estaduais        | Torneios estaduais | Torneios estaduais |
|                    | Competição                | Títulos            | Temporadas         |
| ------------------ | ------------------------- | ------------------ | ------------------ |
| Acre               | Torneio do Povo           | 3                  | 1981, 1982, 1986   |
| Acre               | Taça Cidade de Rio Branco | 3                  | 1969, 1971         |

### Categorias de base
Juniores
- Campeonato Acriano de Juniores - 2002

Juvenil
- Campeonato Acriano Juvenil - 2007

Infantil
- Campeonato Acriano Infantil - 2019
- Campeonato Acriano Sub-13 - 2019

## Artilheiros
| Artilharia      | Artilharia                      | Artilharia | Artilharia |
| Atleta          | Competição                      | Ano        | Gols       |
| --------------- | ------------------------------- | ---------- | ---------- |
| Ivo             | Campeonato Acriano              | 1993       | 6          |
| Pitiú           | Campeonato Acriano              | 1999       | 8          |
| Marcelo Cabeção | Campeonato Acriano              | 2008       | 9          |
| Zagalo          | Campeonato Acriano - 2ª Divisão | 2014       | 7          |

## Desempenho em competições oficiais

### Participações
|  | Participações em 2025 |

| Competição | Competição         | Temporadas | Melhor campanha     | Estreia | Última | P | R |
| Acre       | Campeonato Acriano | 71         | Campeão (13 vezes)  | 1946    | 2025   |   | – |
| Acre       | Segunda Divisão    | 3          | Campeão (2018)      | 2014    | 2018   | 1 |   |
|            | Copa Verde         | 1          | 1ª fase (2025)      | 2025    | 2025   |   |   |
| Brasil     | Série B            | 1          | 64º colocado (1991) | 1991    | 1991   | – | – |
| Brasil     | Série C            | 2          | 32º colocado (2005) | 1995    | 2005   | – | – |
| Brasil     | Série D            | 1          | 29º colocado (2025) | 2025    | 2025   | – |   |
| Brasil     | Copa do Brasil     | 4          | 2ª fase (1999)      | 1994    | 2025   |   |   |

### Competições nacionais
Campeonato Brasileiro - Série B
| Ano  | 1991 |
| Pos. | 64º  |
| ---- | ---- |

Campeonato Brasileiro - Série C
| Ano  | 1995 | 2005 |
| Pos. | 44º  | 32º  |
| ---- | ---- | ---- |

Copa do Brasil
| Ano  | 1994 | 1999 | 2000 | 2025 |
| Pos. | 19º  | 28º  | 28º  | 55º  |
| ---- | ---- | ---- | ---- | ---- |

### Competições regionais
Copa Norte
| Ano  | 1997 | 1999 |
| Pos. | 6º   | 6º   |
| ---- | ---- | ---- |

### Competições estaduais
Campeonato Acriano
| Ano  | 1940 | 1941 | 1942 | 1943 | 1944 | 1945 | 1946 | 1947 | 1948 | 1949 |
| Pos. |      |      |      |      |      |      |      | 3º   | 3º   |      |
| Ano  | 1950 | 1951 | 1952 | 1953 | 1954 | 1955 | 1956 | 1957 | 1958 | 1959 |
| Pos. | 2º   | 2º   |      |      | 1º   | 2º   | 2º   | 2º   | 1º   | 1º   |
| Ano  | 1960 | 1961 | 1962 | 1963 | 1964 | 1965 | 1966 | 1967 | 1968 | 1969 |
| Pos. | 2º   |      |      | 1º   |      |      | 2º   |      |      | 2º   |
| Ano  | 1970 | 1971 | 1972 | 1973 | 1974 | 1975 | 1976 | 1977 | 1978 | 1979 |
| Pos. | 1º   | 2º   | 1º   |      | 1º   |      |      |      |      |      |
| Ano  | 1980 | 1981 | 1982 | 1983 | 1984 | 1985 | 1986 | 1987 | 1988 | 1989 |
| Pos. | 2º   |      | 2º   |      | 2º   | 1º   |      |      | 1º   |      |
| Ano  | 1990 | 1991 | 1992 | 1993 | 1994 | 1995 | 1996 | 1997 | 1998 | 1999 |
| Pos. |      |      | 2º   | 1º   |      | 5º   | 3º   | 2º   | 1º   | 2º   |
| Ano  | 2000 | 2001 | 2002 | 2003 | 2004 | 2005 | 2006 | 2007 | 2008 | 2009 |
| Pos. | 2º   | 3º   | 4º   | 5º   | 4º   | 5º   | 3º   | 6º   | 5º   | 9º   |
| Ano  | 2010 | 2011 | 2012 | 2013 | 2014 | 2015 | 2016 | 2017 | 2018 | 2019 |
| Pos. | 7º   | 8º   | 3º   | —    | —    | —    | —    | —    | —    | 4º   |
| Ano  | 2020 | 2022 | 2022 | 2023 | 2024 | 2025 |      |      |      |      |
| Pos. | —    | —    | 8º   | 4º   | 1º   | 1º   |      |      |      |      |
| ---- | ---- | ---- | ---- | ---- | ---- | ---- | ---- | ---- | ---- | ---- |

Campeonato Acriano - Segunda Divisão
| Ano  | 2014 | 2015 | 2018 | 2019 |
| Pos. | 2º   | 3º   | 1º   |      |
| ---- | ---- | ---- | ---- | ---- |

Legenda:
| Campeão Vice-campeão |